# 布尔多奈
布尔多奈（法語：Bourdonnay，法語發音：[buʁdɔnɛ]）是法国摩泽尔省的一个市镇，属于萨尔堡-萨兰堡区。

## 地理
布尔多奈（48°43'12"N, 6°43'44"E）面积17.4 平方千米，位于法国大東部大區摩泽尔省，该省份为法国东北部内陆省份，是洛林的一部分，西南接默尔特-摩泽尔省，东临下莱茵省，北与卢森堡和德国接壤。
与布尔多奈接壤的市镇（或旧市镇、城区）包括：多讷莱、热吕库尔、拉加尔德、迈济耶尔莱维克、奥姆赖。

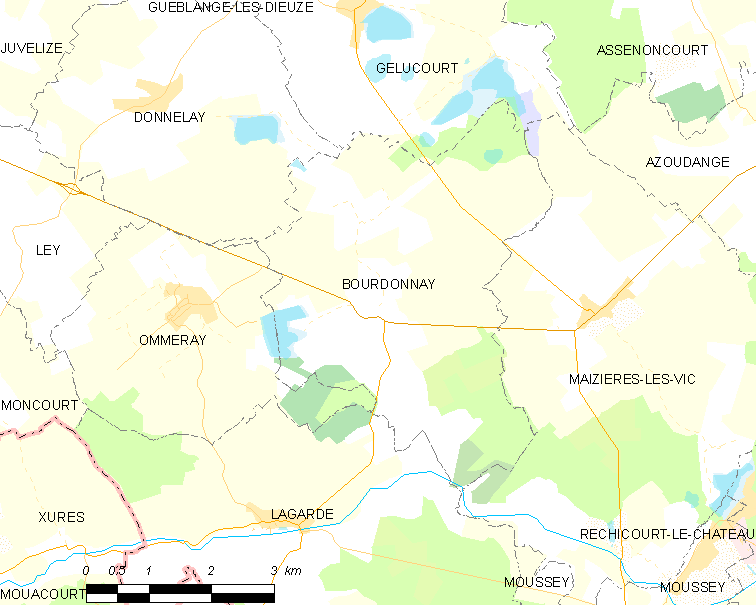
布尔多奈的OSM定位图

布尔多奈的时区为UTC+01:00、UTC+02:00（夏令时）。

## 行政
布尔多奈的邮政编码为57810，INSEE市镇编码为57099。

## 政治
布尔多奈所属的省级选区为索努瓦县。

## 人口

1962-2008年间布尔多奈人口变化图示

布尔多奈于2022年1月1日时的人口数量为246人。